# باشگاه فوتبال دوچرخه‌سواران در فصل ۱۳۲۴
باشگاه فوتبال دوچرخه‌سواران در فصل ۲۵–۱۳۲۴ نخستین فصل حضور این باشگاه، که امروزه با نام استقلال شناخته می‌شود بود. در این فصل باشگاه فوتبال دوچرخه‌سواران که تیم فوتبال کلوپ دوچرخه‌سواران بود، در اسفند ۱۳۲۴ تأسیس شد. در این فصل این باشگاه در مسابقات رسمی شرکت نکرد.

## پیش زمینه
در سال ۱۳۲۴ تعدادی از دوچرخه‌سواران باسابقه و دارای عناوین قهرمانی در کشور تصمیم گرفتند با ایجاد مرکزی برای گردهمایی‌های دوستانه، پایه‌های یک تشکل صنفی را برپا کنند و کلوپ دوچرخه‌سواران در ۴ مهر ۱۳۲۴ توسط آنان در تهران و در دفتری در خیابان فردوسی تأسیس شد، این باشگاه در ابتدا فقط مختص دوچرخه‌سواری بود. اما بعدها رشته‌های دیگر از جمله فوتبال نیز به فعالیت‌های باشگاه اضافه شدند. پنج ماه بعد و در اسفند ماه همان سال، بازیکنانی همچون چون علی دانایی‌فرد، پطروس باباجان، حسین حراج‌چی، احمد صمدیان، پیر کارلو، حسنعلی منصور، تفرشی، پرویز عمواوغلی، محمد جاودان با ادغام دو تیم نادر به سرپرستی محمد جاودان و تیم شهاب به سرپرستی پرویز عمواوغلی، تیم فوتبال کلوپ دوچرخه‌سواران را تشکیل دادند و بدین ترتیب باشگاه فوتبال دوچرخه‌سواران آغاز به فعالیت کرد. از میان بازیکنان آن زمان باشگاه علی دانایی‌فرد به عنوان مربی انتخاب شد.

## باشگاه

### بازیکنان
| ش. | نام            | م.             | پست       | تاریخ تولد (سن)        | شروع قرارداد | پایان قرارداد | از تیم  | یادداشت |
| -- | -------------- | -------------- | --------- | ---------------------- | ------------ | ------------- | ------- | ------- |
| ۱  | پیر کارلو      | ایران · لهستان | دروازه‌بان |                        | ۱۳۲۴         |               |         |         |
|    | علی دانایی‌فرد  | ایران          |           | ۲ مهر ۱۳۰۰ (۲۴ سال)    | ۱۳۲۴         |               | نادر    | سرمربی  |
|    | محمد جاودان    | ایران          |           | اردیبهشت ۱۳۰۲ (۲۲ سال) | ۱۳۲۴         |               | نادر    | کاپیتان |
|    | پرویز عمواوغلی | ایران          |           |                        | ۱۳۲۴         |               | شهاب    |         |
|    | پطرس باباجان   | ایران          |           |                        | ۱۳۲۴         |               |         |         |
|    | حسین حراج‌چی    | ایران          |           |                        | ۱۳۲۴         |               | نادر    |         |
|    | احمد صمدیان    | ایران          |           |                        | ۱۳۲۴         |               | دخانیات |         |
|    | حسن‌علی منصور   | ایران          |           |                        | ۱۳۲۴         |               |         |         |
|    | هژبریان        | ایران          |           |                        | ۱۳۲۴         |               |         |         |
|    | تفرشی          | ایران          |           |                        | ۱۳۲۴         |               |         |         |
|    | آشوت آودیان    | ایران          |           |                        | ۱۳۲۴         |               |         |         |

### گروه فنی
منبع
| نام           | سمت    |
| ------------- | ------ |
| علی دانایی‌فرد | سرمربی |

### گروه مدیریت
منبع
| نام            | سمت            |
| -------------- | -------------- |
| پرویز خسروانی  | مدیر عامل      |
| علی دانایی‌فرد  | عضو هیئت مدیره |
| سیدآقا جلالی   | عضو هیئت مدیره |
| گرائیلی        | عضو هیئت مدیره |
| پرویز عمواوغلی | عضو هیئت مدیره |